# Веезен
Веезен (нім. Weesen) — громада  в Швейцарії в кантоні Санкт-Галлен, виборчий округ Зее-Гастер.

## Географія
Громада розташована на відстані близько 130 км на схід від Берна, 39 км на південний захід від Санкт-Галлена.
Веезен має площу 5,4 км², з яких на 12,4% дозволяється будівництво (житлове та будівництво доріг), 34,1% використовуються в сільськогосподарських цілях, 49,6% зайнято лісами, 3,9% не є продуктивними (річки, льодовики або гори).
Місто Веезен розташоване на озері Валензее.

## Демографія
2019 року в громаді мешкало 1717 осіб (+11,7% порівняно з 2010 роком), іноземців було 12,9%. Густота населення становила 318 осіб/км².
За віковим діапазоном населення розподілялося таким чином: 19,3% — особи молодші 20 років, 58,2% — особи у віці 20—64 років, 22,5% — особи у віці 65 років та старші. Було 799 помешкань (у середньому 2,1 особи в помешканні).
Із загальної кількості 496 працюючих 19 було зайнятих в первинному секторі, 46 — в обробній промисловості, 431 — в галузі послуг.

## Галерея

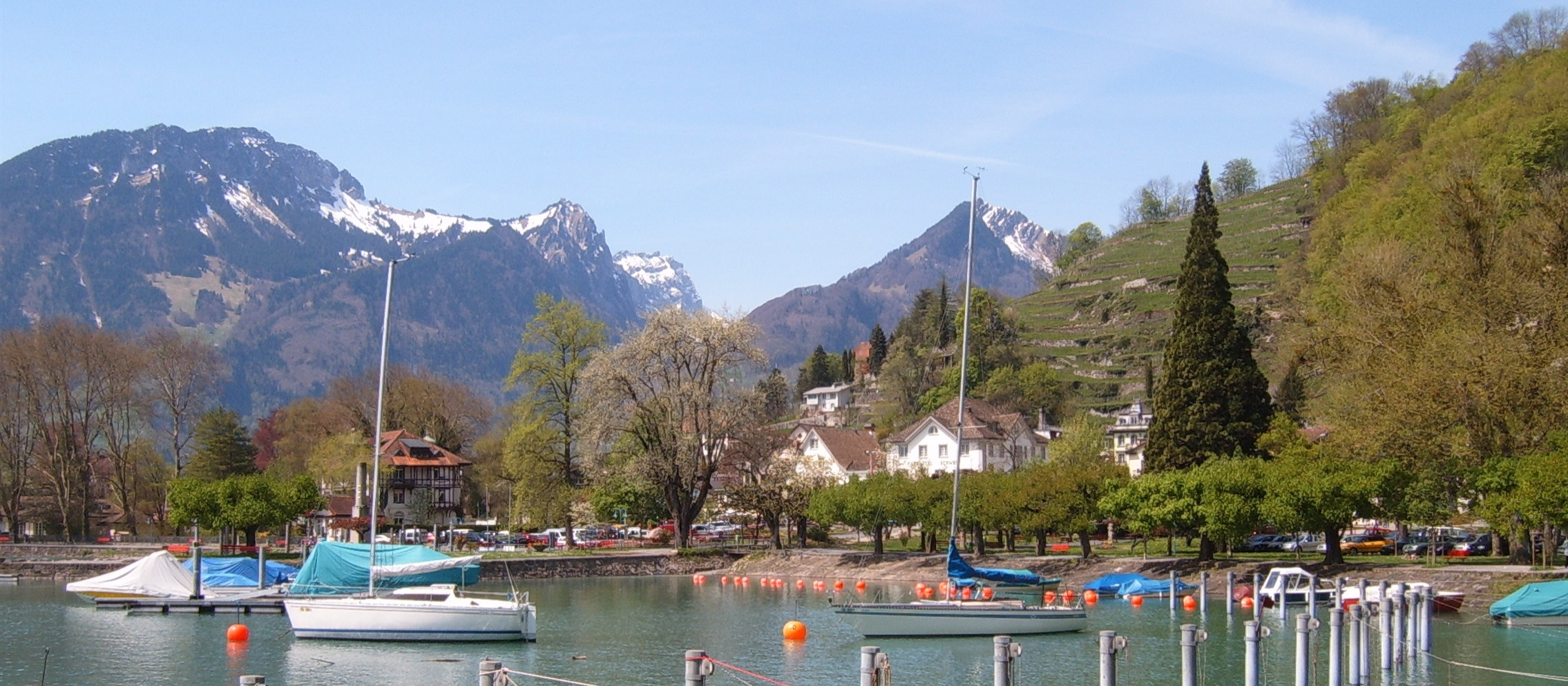
Затока з яхтами
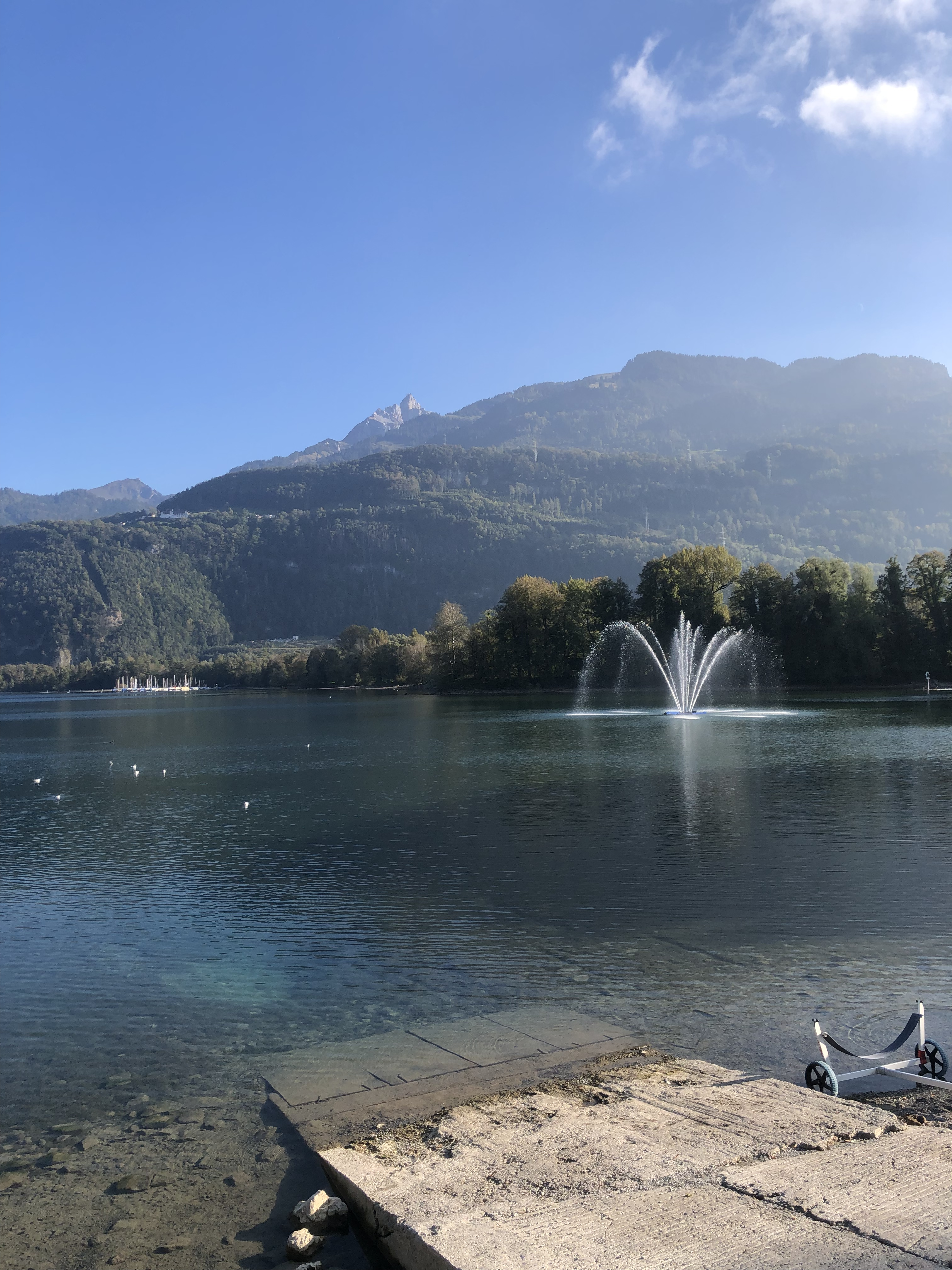
Фонтан на Валензее